# Essener Versorgungs- und Verkehrsgesellschaft
Die Essener Versorgungs- und Verkehrsgesellschaft mbH (EVV) ist ein 1979 gegründetes, 100-prozentiges Tochterunternehmen der Stadt Essen und bündelt als Holding Unternehmensbeteiligungen der Stadt. Die EVV besitzt Tochtergesellschaften und unterhält Beteiligungen an Unternehmen, die Aufgaben im kommunalen und öffentlichen Bereich übernehmen.

## Geschichte
1979 wurde die Essener Versorgungs- und Verkehrsgesellschaft mbH (EVV) mit den Organgesellschaften Essener Verkehrs-Aktiengesellschaft (EVAG) und Stadtwerke Essen AG (SWE) gegründet. 1998 folgte der Ankauf von 82,19 % der Aktien der Allbau AG von der Stadt Essen. Im Jahr 2000 wurde die neue Tochtergesellschaft Weisse Flotte Baldeney GmbH (WFB) gegründet. 2005 erfolgte eine Übertragung von 100 % der Anteile an der RGE Servicegesellschaft mbH Essen (RGE) von der Stadt Essen an die EVV und die Übertragung von 51 % der Anteile an der Entsorgungsbetriebe Essen GmbH (EBE). 2007 erwarb die EVV die EVV Verwertungs- und Betriebs GmbH (EVB) von den Entsorgungsbetrieben Essen GmbH (EBE). Im Jahr 2010 wurde die essen.net GmbH mit fünfzigprozentigem Anteil gegründet, eine Gesellschaft für den Auf- und Ausbau sowie Betrieb und Vermietung von Breitbandkabelnetzen. Vier Jahre später kaufte die EVV die restlichen 50 % der Anteile der essen.net GmbH. 2014 hatte die EVV gemeinsam mit ihren städtischen Beteiligungsgesellschaften rund 4700 Angestellte, was sie zu einem der größten kommunalen Unternehmen ihrer Art in Deutschland machte.
2016 kam es zur Veräußerung der Allbau AG-Aktien an die Stadt Essen, den Verkauf und die Übertragung des EVV-IT-Bereichs an das Essener Systemhaus (ESH) sowie die Konsolidierung der bei der EVV angesiedelten Servicefunktionen an Stadtwerke und EVAG. Im Jahr 2017 verkaufte die EVV ihre Anteile an der RGE und der EVB an die Stadt Essen. Im selben Jahr wurde die EVAG in eine GmbH mit dem Namen Ruhrbahn GmbH umgewandelt.
Die EVV beteiligte sich 2022 neben anderen Investoren aufgrund des schleppenden Ausbaus des Glasfaserkabelnetzes in Essen an der Gründung der Öffentlich-privaten Partnerschaft „ruhrfibre Essen Netz GmbH & Co. KG“, welche den flächendeckenden Glasfaserausbau in Essen vorantreiben soll. Die Investitionssumme beträgt rund 180 Millionen Euro. 2023 wurden Pläne zu einer Übernahme des Essener Stadthafens durch eine Tochter der EVV bekannt, das Ziel ist die Flächenentwicklung im Hafen unter anderem für Gewerbeansiedlungen. Am 29. Mai 2024 beschloss der Rat der Stadt Essen, den Essener Stadthafen von den Stadtwerken Essen auf die „Entwicklungsgesellschaft Urbane Flächen und Hafen Essen mbH“ (EUH) zu übertragen, die aus einer Umfirmierung der EVV-Tochtergesellschaft essen.net hervorging. Die EUH übernimmt den Betrieb des Essener Hafens als Logistikzentrum.
Die EVV plant, ab 2025 auf dem Messeparkplatz P10 in Essen-Haarzopf einen Solar-Carport in Betrieb zu nehmen; dies ist eine von mehreren Maßnahmen, Solaranlagen an öffentlichen Plätzen und Gebäuden der Stadt Essen zu errichten.

## Aufgaben
Zu den Aufgaben der EVV und ihrer Tochtergesellschaften gehört die Versorgung mit Energie und Wasser, die Abwasserentsorgung, der öffentliche Nahverkehr, die Abfallentsorgung, die Erbringung von Servicedienstleistungen, die Telekommunikation sowie die Immobilien- und Vermögensbeteiligung.
Unter dem Dach der EVV ist seit 2019 die „Smart-City“-Initiative Connected.Essen angesiedelt. Sie bearbeitet unter anderem Pilotprojekte zur Verwendung von LoRaWAN-Netzwerken oder zur Digitalisierung der Pflege.

## Unternehmensstruktur
Die EVV gehört zu 100 Prozent der Stadt Essen und bündelt deren Tochtergesellschaften sowie Unternehmensbeteiligungen. Geschäftsführer der EVV ist Jochen Sander. Aufsichtsratsvorsitzender ist Gerhard Grabenkamp, der dieses Amt in seiner Funktion als Kämmerer der Stadt Essen ausübt.
Im Jahr 2022 lag der Umsatz der EVV und ihrer Tochtergesellschaften bei 630,5 Millionen Euro, die Mitarbeiterzahl lag im Schnitt bei 3279 Personen. Für Gewinne der EVV gibt es eine Gewinnrücklage, die gegebenenfalls für Investitionen verwendet werden kann.

### Tochterunternehmen und Beteiligungen
Als Holding unterhält die EVV diverse Tochtergesellschaften und Beteiligungen an Unternehmen. Als wichtigste Tochtergesellschaften bzw. Beteiligungen werden auf der Webseite der EVV die Stadtwerke Essen, essen.net, Ruhrfibre Essen, Stromnetz Essen, die Weisse Flotte und die Ruhrbahn gelistet. Teilweise haben diese Tochtergesellschaften wiederum Tochterfirmen oder Beteiligungen. In der Folge werden Tochterunternehmen und Beteiligungen der EVV in alphabetischer Reihenfolge gelistet.
| Unternehmen                                     | Aufgabe | Anteil  | Kauf/Verkauf |
| ----------------------------------------------- | --- | ------- | ------------ |
| essen.net GmbH                                  | Die essen.net GmbH ist für den Auf- und Ausbau sowie Betrieb und Vermietung von Breitbandkabelnetzen einschließlich des Kundenhausanschlusses bis zum Modem des Kunden/Providers zuständig. Nach Beschluss von 2024 wird essen.net in die „Entwicklungsgesellschaft Urbane Flächen und Hafen Essen mbH“ (EUH) umgewandelt, welche an der Entwicklung des Essener Stadthafens arbeitet. | 100 %   | 2010         |
| Radio Essen mbH & Co. KG Betriebsgesellschaft   | Betriebsgesellschaft (BG) des Radio Essen | 12,50 % | 1992         |
| Radio Essen mbH Betriebsverwaltungsgesellschaft | Veranstaltergemeinschaft (VG) des Radio Essen | 12,00 % | 1992         |
| Ruhrbahn GmbH                                   | Die Ruhrbahn GmbH, welche bis 2017 als Essener Verkehrs-AG firmierte, führt im Auftrag der Stadt Essen den Nahverkehr in der Stadt durch. | 69,23 % | 1979         |
| Ruhrfibre Essen Netz GmbH & Co. KG              | GmbH für den Ausbau des Glasfasernetzes in Essen | 25,1 %  | 2022         |
| RWE AG                                          | | 1,11 %  |              |
| Stadtwerke Essen AG                             | Die Stadtwerke Essen AG ist mit den Bereichen Gas, Strom und Trinkwasser betraut. Außerdem kümmern sich die Stadtwerke Essen um die Pflege und Wartung des Abwassernetzes in Essen und bieten Dienstleistungen im Bereich Energie. | 51 %    | 1979         |
| Stromnetz Essen GmbH & Co. KG                   | Betrieb des Stromnetzes in Essen, die anderen 50 % der Anteile hält Westenergie | 50 %    | 2021         |
| Verband der kommunalen RWE Aktionäre GmbH (VKA) | | 1,56 %  | 2006         |
| Weisse Flotte Baldeney GmbH                     | Die Weisse Flotte Baldeney GmbH betreibt auf der Ruhr, dem Baldeneysee und auf dem Rhein-Herne-Kanal Personenschifffahrt. | 100 %   | 2000         |

Weiterhin ist die EVV durch ihre Tochtergesellschaften und Beteiligungen indirekt an weiteren kommunalen Unternehmen beteiligt, darunter die Infralogistik ruhr GmbH (Handel mit Rohrnetzmaterialien für die Gas- und Wasserversorgung), die Iqony Fernwärme Essen GmbH & Co. KG (Fernwärmeversorgung in Teilen des Stadtgebietes Essen), die Otto Lingner Verkehrs-GmbH, die Stromnetz Essen Verwaltung GmbH (Verwaltung der Essener Stromnetze) die Wassergewinnung Essen GmbH (Betrieb von Wasserwerken und Wasseraufbereitung) und die Entwässerung Essen GmbH (Sammlung und Transport der städtischen Abwässer).
Zu den ehemaligen Tochtergesellschaften oder Beteiligungen der EVV zählen unter anderem die Abellio GmbH, die Allbau GmbH, die Entsorgungsbetriebe Essen GmbH, die Kom9 GmbH & Co. KG, die RGE Servicegesellschaft Essen mbH und das Gründungs- und Unternehmenszentrum ZukunftsZentrumZollverein - Triple Z AG.